# Propsteikirche St. Clemens (Oberhausen-Sterkrade)

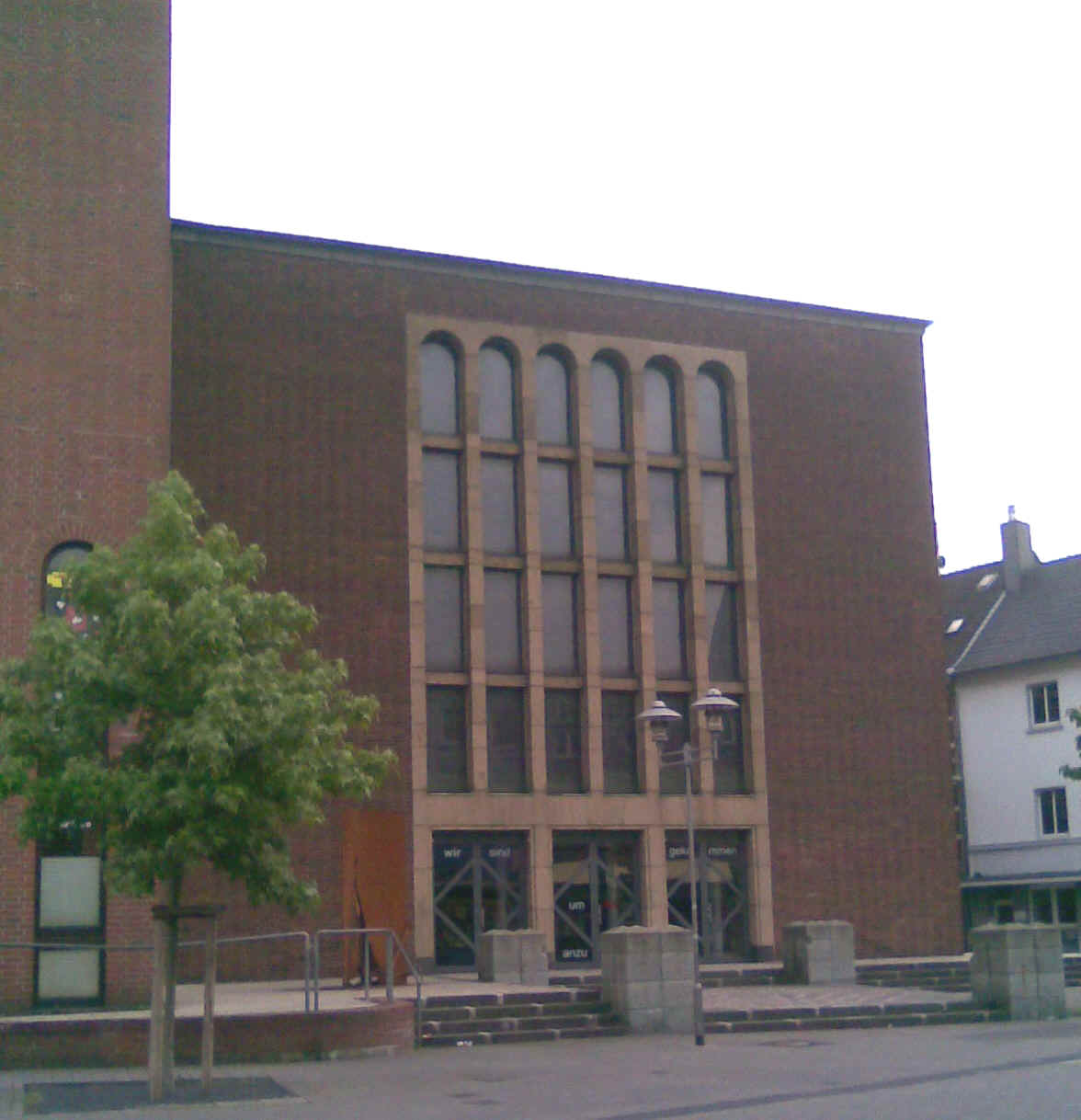
Propsteikirche St. Clemens in Oberhausen-Sterkrade

Die Propsteikirche St. Clemens Oberhausen-Sterkrade, auch genannt St. Clemens Sterkrade, ist eine dem heiligen Clemens geweihte einschiffige Pfarrkirche. Sie ist die zentrale Kirche der gleichnamigen katholischen Großpfarrei im Oberhausener Stadtbezirk Sterkrade.

## Lage
Das Kirchengebäude liegt in Oberhausen-Sterkrade am Großen Markt mit Verbindung zur Steinbrinkstraße. Südlich grenzt die Längsseite des Gebäudes an den fußläufigen Teil der Klosterstraße. Die Adresse des zugehörigen Gemeindebüros lautet Großer Markt 3, weitere zur Gemeinde gehörende Gebäude liegen hinter dem Kirchengebäude an der Klosterstraße.

## Geschichte

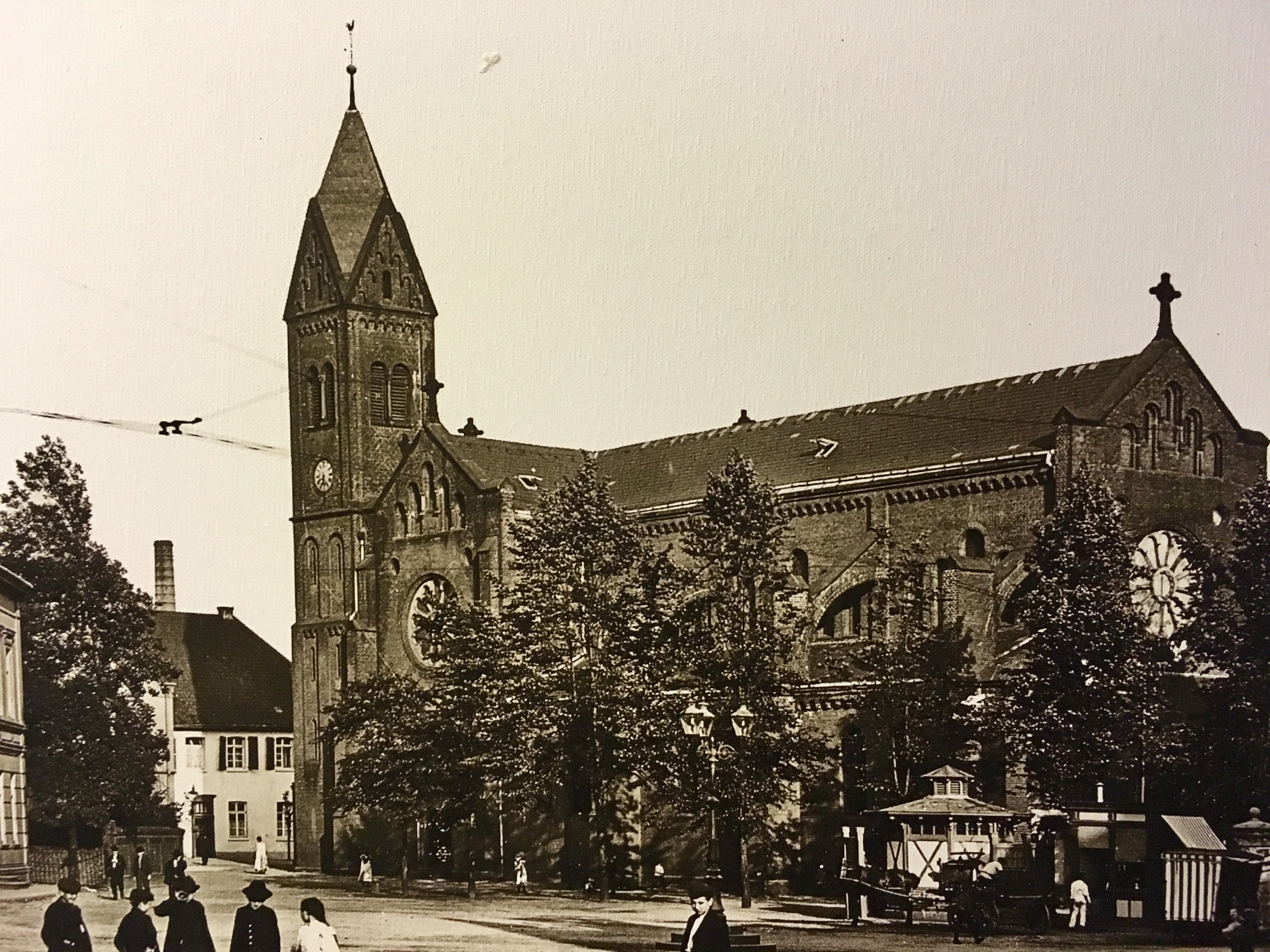
St. Clemens Kirche von 1872 – zerstört während des Zweiten Weltkriegs

Die Ursprünge der Kirche gehen zurück auf das Kloster Sterkrade, das 1240 an der Stelle, an der heute die Kirche steht, gestiftet wurde, wobei bereits 1150 die Gründung einer Kapelle erwähnt wird. Das erste Kirchengebäude im romanischen Stil stammt vermutlich aus der Zeit vor 1248. Im Jahr 1255 übertrug Mechthild von Holte dem Kloster das Patronatsrecht für die Kirche. Im Zuge der Säkularisation wurde das Kloster am 15. Juli 1809 aufgehoben. Das alte Chorgestühl von 1484 wurde in die St.-Maximilian-Kirche nach Duisburg-Ruhrort gebracht.
Im Jahr 1872 entstand ein neuromanischer Kirchbau mit einem Westturm. Dieser wurde gegen Ende des Zweiten Weltkriegs so stark zerstört, dass er abgerissen werden musste.
Der Grundstein für das jetzige dritte Kirchengebäude wurde am 29. September 1952 gelegt, die Kirche 1953 von Weihbischof Heinrich Baaken konsekriert. Es ist einer römischen Basilika nachempfunden. Ein frei stehender Glockenturm wurde nachträglich unter Prälat Johannes Knauf 1987 errichtet.
Am 10. Februar 1965 wurde die Pfarrkirche St. Clemens von Papst Paul VI. zur Propsteikirche erhoben.

### Geschichte der Pfarr- bzw. Propsteigemeinde

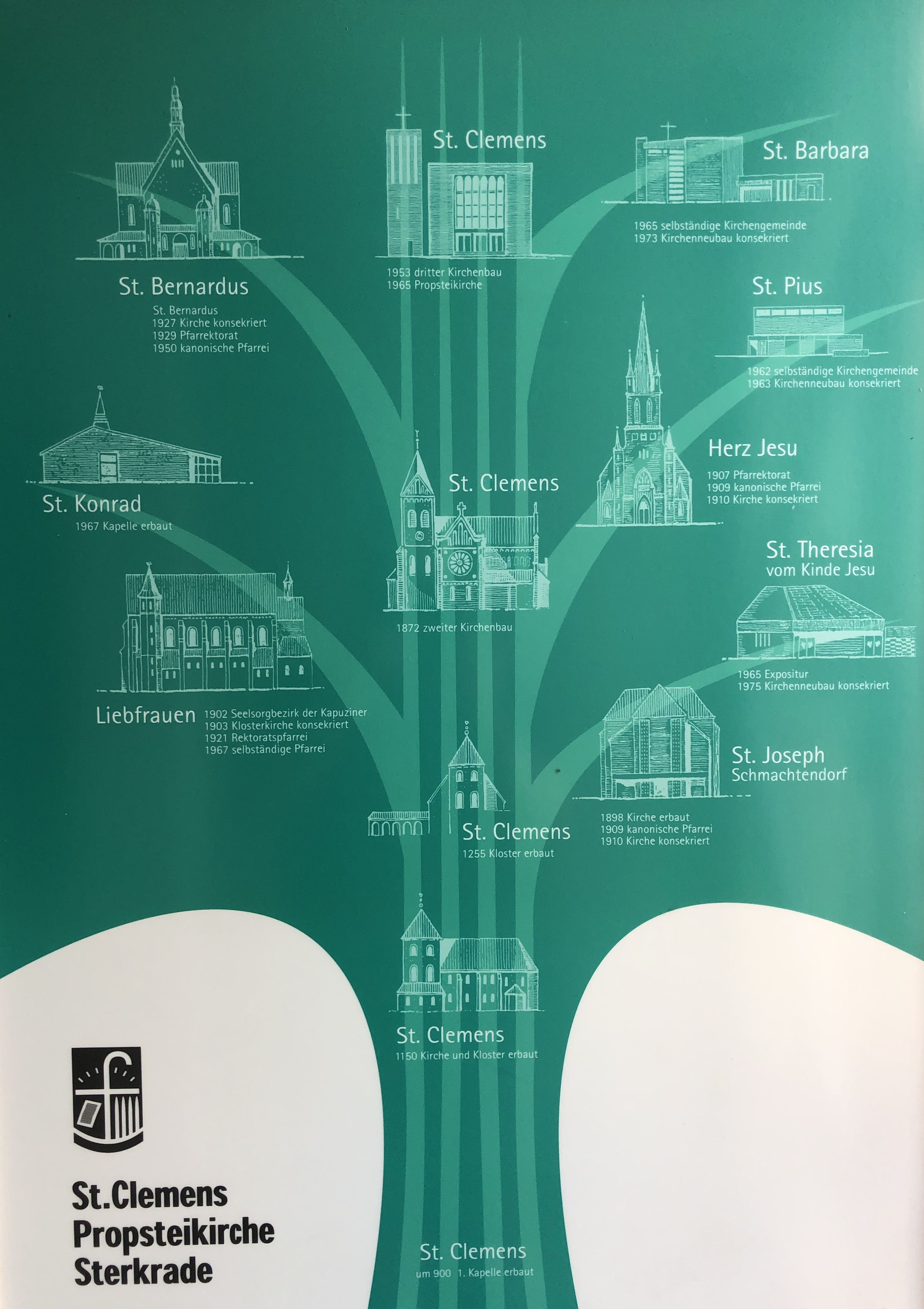
Stammbaum der Pfarrei mit den verschiedenen Abpfarrungen

Eng mit der Geschichte der Kirche ist die Geschichte der Pfarr- bzw. Propsteigemeinde verbunden. Ursprünglich zum Bistum Münster gehörig, wurde sie 1958 dem neu geschaffenen Bistum Essen zugeordnet.
Aufgrund der Entwicklung der Gläubigenzahlen wurden im Laufe der Geschichte von St. Clemens neue Seelsorgebezirke gebildet und Teile von St. Clemens abgepfarrt:
- 1898 St. Josef Oberhausen-Schmachtendorf
- 1902 Liebfrauen Oberhausen-Biefang
- 1906 St. Barbara Oberhausen-Königshardt
- 1908 Herz-Jesu Oberhausen-Sterkrade
- 1927 St. Bernardus Oberhausen-Tackenberg

Diese Abpfarrungen sind neben anderen Daten aus der Pfarrgeschichte in den Medaillons an den Wänden im Innenraum der Kirche dargestellt.
Im Zuge der Restrukturierung des Bistums Essen wurde am 15. April 2007 die Großpfarrei St. Clemens gebildet, zu der nun alle im Stadtbezirk Sterkrade liegenden katholischen Gemeinden gehören: St. Clemens, St. Josef Buschhausen, Liebfrauen Schwarze Heide, Herz Jesu Sterkrade, St. Barbara Königshardt, St. Theresia vom Kinde Jesu Walsumermark, St. Josef Schmachtendorf und St. Johann Holten. Die Kirche St. Pius wurde abgerissen und die Gemeinde St. Pius wieder mit Herz Jesu zusammengefasst. Die Kapelle St. Bernardus wurde zum Gemeindezentrum umgebaut. Christ König auf dem Gebiet von St. Josef Buschhausen fungierte bis 2021 als Jugendkirche Tabgha. Das ehemalige Kapuzinerkloster Liebfrauen wurde inzwischen aufgegeben, das Gebäude 2022 veräußert. Als Anlaufpunkt der Gemeinde dient nun die „Haltestelle Liebfrauen“ im Gebäude Neumühler Str. 33.

## Ausstattung

### Gnadenbild der Mutter vom Guten Rat
Seit 1738 belegt ist in Sterkrade die Verehrung des Gnadenbildes der Mutter vom Guten Rat. Es ist in eine der Säulen der Kirche eingelassen und ist dem Gnadenbild Mariahilf von Lucas Cranach dem Älteren nachgebildet, das sich heute im Innsbrucker Dom befindet.
Von einer Passauer Kopie aus der dortigen Wallfahrtskirche Mariahilf ging die Verehrung aus und erreichte 1738 Sterkrade mit einer Kopie, die lange als „Passauer Gnadenbild“ bekannt war, bis sie im 20. Jahrhundert ihren heutigen Namen bekam. Für die Wallfahrer gab es ab 1743 unter dem Titel Gnaden-Brunn ein Wallfahrtsbüchlein. Es kam zur Gründung einer Marienbruderschaft, die 1743 von Papst Benedikt XIV. bestätigt wurde. Der Papst gewährte Ablässe. Die Wallfahrt kam 1803 und im Kulturkampf 1871 offiziell zum Erliegen, doch wird das Gnadenbild weiterhin von Gruppen und Einzelpilgern besucht.

### Wandmosaike von Ludwig Baur
An der Wand hinter dem Altar befindet sich ein Mosaik des Künstlers Ludwig Baur aus dem Jahr 1957, das den auferstandenen Christus darstellt. An den Pylonen im Altarraum befinden sich Wandbilder von Ludwig Baur mit Darstellungen aus dem Alten Testament.

### Glasmalerei
Im Altarraum der Kirche sowie hinter dem Orgelprospekt befinden sich Glasfenster mit Darstellungen des Glasmalers Erich Feld (1919–1990). Das rechte Seitenfenster im Altarraum enthält eine Darstellung Mariens, im gegenüberliegenden Fenster ist Johannes der Täufer dargestellt. Hinter dem Orgelprospekt über dem Kirchenportal befindet sich das so genannte Clemens-Fenster. Die Zwischenwand zwischen der Taufkapelle, die sich unterhalb der Chor- und Orgelempore befindet, und dem Atrium besteht aus Glasfenstern, die Heinz Dohmen zwischen 1990 und 1993 gestaltet hat.

### Siegelsteine
Im Vorraum der Kirche sind zwei Siegelsteine von Äbtissinnen des Klosters Sterkrade angebracht. Es handelt sich um das Wappen der Äbtissin Anna Catharina von Nunum gen. Dücker von 1674, das später in das Sterkrader Stadtwappen übernommen wurde, und das der Äbtissin Antonetta Berna(r)dina von Wrede (1751–1788).

### Stahlskulptur vor der Kirche
Unmittelbar vor dem Hauptportal der Kirche befindet sich eine Stahlskulptur der Künstlerin Irmi (Irmhild) Sellhorst (* 1966, Gelsenkirchen) aus dem Jahr 2006, die den Hl. Clemens darstellt.

## Walcker-Orgel
Seit 1976 befindet sich auf der Chor- und Orgelempore der Kirche eine dreimanualige Orgel der Firma E. F. Walcker & Cie. mit 37 klingenden Registern und Schleifladen. Das Instrument verfügt über einen frei stehenden Spieltisch. Die Spieltrakturen sind mechanisch, die Registertraktur elektrisch:
| I Rückpositiv C–g3 |       |
| Holzgedackt        | 8′    |
| Prinzipal          | 4′    |
| Blockflöte         | 4′    |
| Oktave             | 2′    |
| Quinte             | 1 ⁄3′ |
| Sesquialter II     |       |
| Scharff III        |       |
| Rohrschalmei       | 8′    |
| Clarine            | 4'    |
| Tremulant          |       |

| II Hauptwerk C–g3 |       |
| Pommer            | 16′   |
| Prinzipal         | 8′    |
| Rohrflöte         | 8′    |
| Oktave            | 4′    |
| Gemshorn          | 4′    |
| Quinte            | 2 ⁄3′ |
| Prinzipal         | 2′    |
| Mixtur IV–VI      |       |
| Fagott            | 16′   |
| Trompete          | 8′    |

| III Schwellwerk C–g3 |        |
| Hohlflöte            | 8′     |
| Gamba                | 8′     |
| Vox coelestis        | 8′     |
| Prinzipal            | 4′     |
| Traversflöte         | 4′     |
| Schweizerpfeife      | 2′     |
| Tierce               | 1 3⁄5′ |
| Fourniture IV–V      |        |
| Basson               | 16′    |
| Hautbois             | 8′     |
| Tremulant            |        |

| Pedal C–f1    |     |
| Subbass       | 16′ |
| Zartbass      | 16′ |
| Oktavbass     | 8′  |
| Gedacktbass   | 8′  |
| Choralbass    | 4′  |
| Hintersatz IV |     |
| Posaune       | 16′ |
| Trompete      | 8′  |

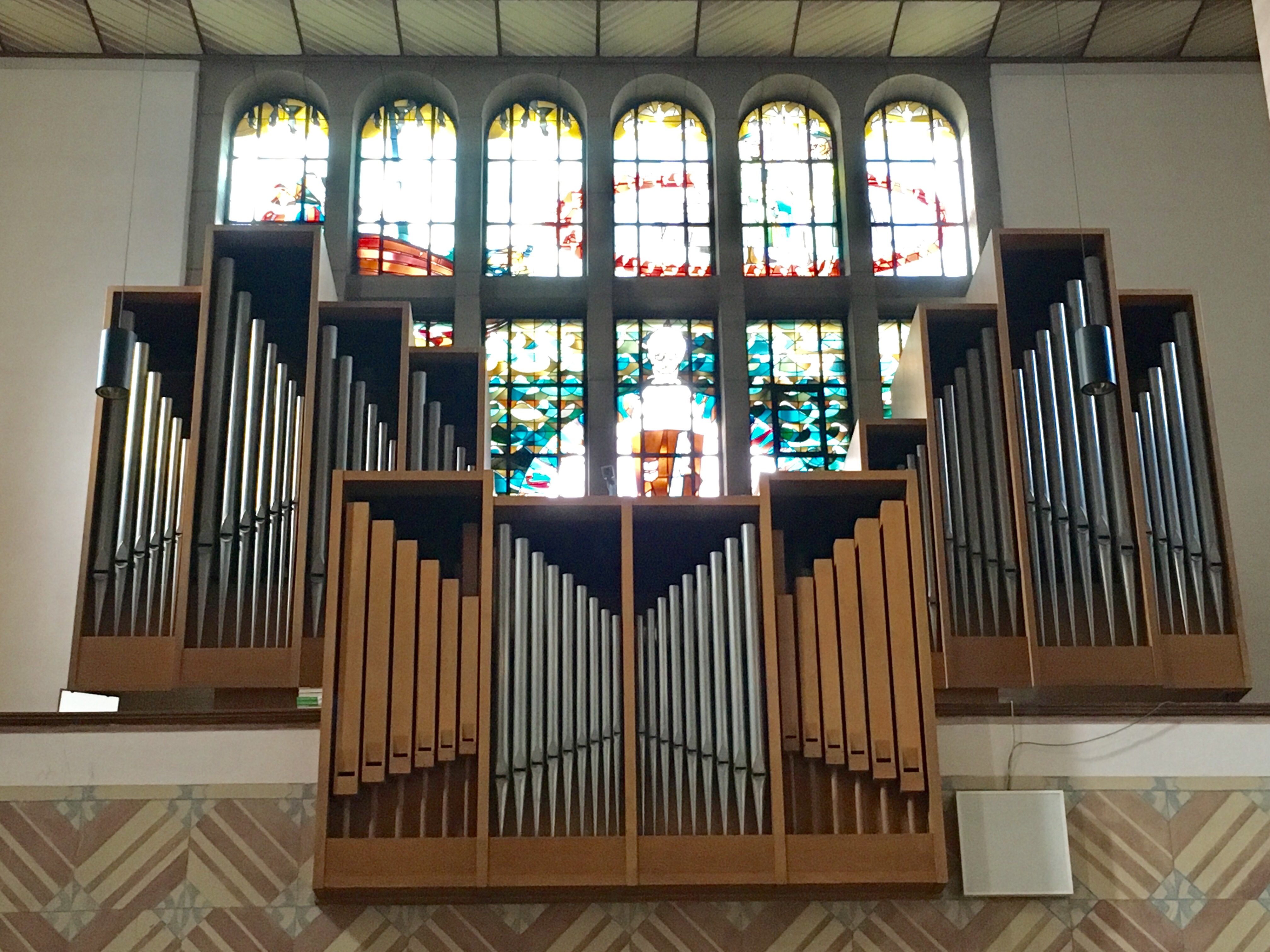
Prospekt der Walcker-Orgel

- Koppeln: I/II, III/II, III/I, I/P, II/P, III/P
- Spielhilfen: 8facher mechanischer Setzer, Tutti, Crescendowalze, Crescendo ab, Auslöser, Zungenabsteller

## Glocken
Der Turm beherbergt heute ein 6-stimmiges Geläut, in welchem zwei wertvolle historische Glocken enthalten sind. Die älteste Glocke, die kleine Marienglocke, wurde 1495 von einem namentlich unbekannten Meister geschaffen. Anhand ihrer Inschrift und ihrer äußeren Gestaltung lässt sich jedoch erkennen, dass sie aus der Schule des niederländischen Glockengießers Gerhard van Wou stammt. Seine in dieser Zeit tätigen Schüler, wie zum Beispiel Johannes Frese oder Hermann Vogel, scheiden als Gießer definitiv aus, sodass man hier in Zukunft noch forschen muss, wer diese Glocke gegossen hat. 1553 folgte die große Marienglocke. Sie ist ein Werk des Dortmunder Gießers Claes Potgeiter. Der Guss dieser Glocke scheint ihm nicht so recht geglückt zu sein, da viele Teile der Inschrift und der Zier völlig verwaschen und unsauber ausgegossen sind. Dass die Glocken während der Säkularisation nicht verkauft wurden, grenzt nahezu an ein Wunder. Auch die beiden Weltkriege konnten ihnen nichts anhaben. Lediglich im Zweiten Weltkrieg wurden vier im Jahre 1925 von der Firma Petit & Edelbrock aus Gescher gegossene Glocken abgeliefert und eingeschmolzen. Nach Ende des Zweiten Weltkriegs läuteten nur die beiden spätgotischen Glocken zu den Gottesdiensten. Ab 1974 änderte sich dies. In Gescher wurde die Josefsglocke gegossen, die an das 100-jährige Bestehen der KAB St. Clemens erinnert. Als im Jahre 1987 ein neuer Turm gebaut wurde, bestand dann der Wunsch, das Geläut erneut zu erweitern. Ein Jahr später entstanden, wieder bei Petit & Edelbrock, die drei größten Glocken des heutigen Geläutes. Dieses wurde schließlich in einem Holzglockenstuhl montiert, der über insgesamt drei Etagen verfügt. Mit der Friedensglocke beinhaltet der Turm von St. Clemens eine der tontiefsten Bronzeglocken im Ruhrgebiet.
| Nr. | Name                | Gussjahr | Gießer                                  | Gewicht (kg. ca.) | Durchmesser (mm) | Schlagton (HT-1/16) |
| --- | ------------------- | -------- | --------------------------------------- | ----------------- | ---------------- | ------------------- |
| 1   | Friedensglocke      | 1988     | Fa. Petit & Gebr. Edelbrock in Gescher. | 3.150             | 1.778            | a°+2                |
| 2   | Clemensglocke       | 1988     | Fa. Petit & Gebr. Edelbrock in Gescher. | 1.800             | 1.457            | c′+7                |
| 3   | Don-Bosco-Glocke    | 1988     | Fa. Petit & Gebr. Edelbrock in Gescher. | 1.220             | 1.286            | d′+8                |
| 4   | Josefsglocke        | 1974     | Fa. Petit & Gebr. Edelbrock in Gescher. | 775               | 1.105            | f′+9                |
| 5   | Große Marienglocke  | 1553     | Claes Potgeiter                         | 640               | 1.003            | g′+11               |
| 6   | Kleine Marienglocke | 1495     | unbekannt                               | 410               | 883              | a′+7                |

## Liste der Pfarrer und Pröpste
Hier sind die Pfarrer von St. Clemens seit der Klostersäkularisiation im Jahr 1809 aufgeführt:
| Wirkungszeit | Titel                        | Name                     | Bemerkungen |
| ------------ | ---------------------------- | ------------------------ | --- |
| 1805–1837    | Pfarrer                      | Theodor Wilhelm Grimberg | Grimberg erstellte 1836 eine Ortschronik von Sterkrade; Grimberg ist in der Priestergruft auf dem Friedhof an der Wittestraße in Oberhausen-Sterkrade beigesetzt |
| 1837–1892    | Pfarrer                      | Anton Witte              | Witte ist Namensgeber der Wittestraße in Oberhausen-Sterkrade, an der der Friedhof liegt, auf dem er in der Priestergruft 1892 bestattet wurde; er war Dechant von Sterkrade und Ehrendomherr; er gründete das in der Nähe der Kirche befindliche katholische St. Josef-Hospital (heute: Ameos Klinikum St. Clemens Oberhausen) |
| 1892–1907    | Pfarrer                      | Wilhelm Kranenburg       | |
| 1907–1919    | Pfarrer                      | Hubert Böckenhoff        | |
| 1919–1954    | Pfarrer                      | Laurenz Cuvellier        | in einem Zeitungsartikel über die Grundsteinlegung für den jetzigen Kirchbau aus dem Jahr 1952 wird Cuvellier (1873-1954) als Propst h. c. bezeichnet; Cuvellier ist mit der Amtsbezeichnung ‚Propst‘ auf dem Grabstein in der Priestergruft auf dem Friedhof an der Wittestraße in Oberhausen-Sterkrade beigesetzt             |
| 1954–1972    | Pfarrer und Propst (ab 1965) | Theodor Denkhoff         | nach ihm ist der knapp 100 Meter lange Propst-Denkhoff-Weg in der Nähe der Kirche benannt; er führt in der Sterkrader Innenstadt vom Eugen-zur-Nieden-Ring bis zur Klosterstraße; Denkhoff ist in der Priestergruft auf dem Friedhof an der Wittestraße in Oberhausen-Sterkrade beigesetzt                                      |
| 1973–1994    | Propst                       | Prälat Johannes Knauf    | wurde am 1. Oktober 1992 von Papst Johannes Paul II. zum Päpstlichen Ehrenkaplan (Prälat) erhoben; ist am 28. Januar 2018 im Alter von 94 Jahren in Oberhausen-Sterkrade verstorben; Knauf ist in der Priestergruft auf dem Friedhof an der Wittestraße in Oberhausen-Sterkrade beigesetzt                                      |
| 1994–2006    | Propst                       | Michael Ludwig           | wurde dann zum Propst von St. Peter und Paul in Bochum ernannt |
| 2006–2011    | Propst                       | Bernward Mezger          | wurde 2011 Militärdekan |
| 2011–2016    | Propst                       | Hans-Thomas Patek        | verstarb 2016 im Amt; Patek ist in der Priestergruft auf dem Friedhof an der Wittestraße in Oberhausen-Sterkrade beigesetzt |
| 2017–2021    | Propst                       | Peter Fabritz            | zuvor Pfarrer an Herz Jesu (Oberhausen), von 2010 bis 2021 auch Stadtdechant von Oberhausen, ab 2015 Vizeoffizial im Bistum Essen, ab Oktober 2021 als Nachfolger von Günter Assenmacher Offizial im Erzbistum Köln |
| ab 2021      | Propst                       | André Müller             | ab November 2021 auch Stadtdechant von Oberhausen, ab Februar 2022 zugleich auch Propst an St. Pankratius (Oberhausen-Osterfeld), bis 30.09.2023 zugleich Propst an St. Lamberti (Gladbeck) |

## Belege
1. 1 2 3 4 5 6 7  Informationsheft Propsteikirche St. Clemens Sterkrade – ehemalige Zisterzienserinnen-Abtei „Rivulus Sanctae Mariae“, darin: „Zeittafel 900–2003 n. Chr.“, zusammengestellt von Propst Ludwig mit Ergänzungen von Monika Elm und Willi Mattler.
2. ↑  Artikel in der Ruhrwacht zur Grundsteinlegung
3. ↑  Geschichte der Propsteikirche , WAZ Oberhausen St. Clemens ist der Ruhepunkt im Trubel von Oberhausen-Sterkrade, abgerufen am 18. September 2017.
4. ↑  Pastoralplan St. Clemens
5. ↑  Kapelle St. Bernardus (Tackenberg), abgerufen am 21. Oktober 2021.
6. ↑  Homepage der Haltestelle Liebfrauen, abgerufen am 26. Juni 2024.
7. ↑  Die Mutter vom guten Rat. WAZ Oberhausen, abgerufen am 11. September 2017.
8. ↑  Seite der Forschungsstelle Glasmalerei des 20. Jhdts. zu St. Clemens
9. ↑  Lokalkompass Oberhausen vom 16. November 2020: Stadtgeschichte – Das Sterkrader Stadtwappen
10. ↑  Die Disposition ist nach Angaben der Firma Orgelbau Klimke aus Bottrop wiedergegeben, die das Instrument seit Jahren betreut und von der das Schwellwerk aus dem Jahr 1986 stammt. Vgl. auch Referenzliste der Firma Klimke 1995
11. ↑  Matthias Dichter: Turmaufnahme der Glocken der Propstei St. Clemens. In: YouTube. Matthias Dichter, 25. November 2017, abgerufen am 25. November 2017.
12. ↑  Liste der Pfarrer und Pröpste von St. Clemens, eine Gesamtliste (ab 1278) ist abgedruckt bei Mattler, Die Sterkrader Zisterzienserinnen-Abtei und die Propsteikirche St. Clemens, 1994, S. 85 ff.
13. ↑  Artikel in der Ruhrwacht zur Grundsteinlegung
14. ↑  Zur Vita von Prälat Johannes Knauf
15. ↑  Johannes Knauf starb nach 65 Priesterjahren. WAZ Oberhausen, abgerufen am 31. Januar 2018.
16. ↑  Mitteilung des Bistums Essen zur Freistellung von Propst Bernward Mezger zum 1. März 2011, abgerufen am 11. September 2017
17. ↑  Pressemitteilung des Bistums Essen zum Tod von Propst Patek
18. ↑  Pressemitteilung des Bistums Essen zur Ernennung von Pfarrer Peter Fabritz
19. ↑  Pressemitteilung des Bistums Essens zur Freistellung von Stadtdechant Peter Fabritz
20. ↑  Wochenanzeiger Oberhausen vom 23.11.2021
21. ↑  Pressemitteilung des Bistums Essen vom 17.01.2022
22. ↑  Pressemitteilung des Bistums Essen vom 08.06.2023

Koordinaten: 51° 30′ 59,4″ N, 6° 50′ 53,9″ O